# Vitalie Ciobanu
Vitalie Ciobanu (n. 4 mai 1964, Florești, RSS Moldovenească, URSS) este un scriitor, romancier, nuvelist, eseist, critic literar și publicist român din Republica Moldova. Creștin. Absolvent al Facultății de Jurnalism a U.S.M. din Chișinău, își începe cariera în calitate de scriitor, critic și traducător, ca mai târziu să devină redactor-șef al revistei literare a tinerilor scriitori din Republica Moldova Contrafort. Este membru al Uniunii Scriitorilor din Republica Moldova (din 1992) și al Uniunii Scriitorilor din România (din 1993), precum și membru al Grupului pentru Dialog Social, din 2004.

## Opere
- Schimbarea din strajă (Chișinău, Editura Hyperion, 1991)
- Momentul adevărului. Antologie de eseuri românești contemporane (Cluj, 1996)
- Frica de diferență. Eseuri și articole (București, Editura Fundației Culturale Romane, 1999, ISBN: 973-577-229-9)
- Anatomia unui faliment geopolitic: Republica Moldova (Iași, Editura Polirom, 2005, ISBN: 973-681-895-0)[1]
- Zilele după Oreste (București, Revista România literară, Nr. 12 / 2000)[2]

## Aprecieri critice
Vitalie Ciobanu este autorul romanului Schimbarea din strajă. Talentul de narator se îmbină, în creația sa, cu spiritul critic, analitic, cu o pronunțată atitudine civică și etică. Volumul său de eseuri Frica de diferență este reprezentativ pentru un scriitor care analizează fenomenele estetice într-o societate de tranziție, cu lacunele, dar și cu posibilitățile de afirmare și de atitudine. Nuvela Zilele după Oreste a fost publicat în revista România literară în anul 2000.

## Premii și distincții
- Premiul pentru debut al Uniunii Scriitorilor din Republica Moldova, 1991,
- Premiul pentru eseu al Uniuni Scriitorilor din România, 1999;
- Premiul pentru critică și eseu al Uniunii Scriitorilor din Moldova, 2001.